# Organ
Organ é uma comuna francesa na região administrativa de Occitânia, no departamento dos Altos Pirenéus. Estende-se por uma área de 2,73 km². Em 2010 a comuna tinha 40 habitantes (densidade: 14,7 hab./km²).